# Кузнецов, Иван Николаевич
Ива́н Никола́евич Кузнецо́в (25 мая [7 июня] 1909, Саратов — 23 августа 1976, Москва) — советский актёр кино. Заслуженный артист РСФСР (1965).

## Биография
Иван Кузнецов родился 25 мая (7 июня) 1909 года в Саратове. Некоторое время работал в пароходстве механиком, затем поступил в Ленинградский техникум сценических искусств и окончил его в 1935 году.
С 1935 по 1946 год был актёром киностудии «Ленфильм», с 1946 года — актёр Театра-студии киноактёра в Москве. Член КПСС с 1955 года.
Почти до старости жил с семьёй в коммуналке.
Скончался 23 августа 1976 года в Москве на 68-м году жизни. Похоронен на Ваганьковском кладбище (4 уч.).

## Фильмография
- 1934 — Люблю ли тебя? — Николка
- 1936 — Семеро смелых — Рыбников
- 1936 — Тринадцать — Акчурин
- 1936 — Федька — боец (в титрах не указан)
- 1938 — Комсомольск — Буценко
- 1938 — Одиннадцатое июля — Кузнецов, военком (в титрах не указан)
- 1939 — Гость — Авок
- 1939 — Великий гражданин (2-я серия) — Ибрагимов
- 1939 — Танкисты — Карасёв
- 1941 — Песнь о дружбе — Федя
- 1941 — Боевой киносборник № 2 — Михайлов
- 1941 — Танкер «Дербент» — Гусейн
- 1943 — Два бойца — Галанин
- 1944 — Небо Москвы — старший лейтенант Щербина, лётчик
- 1944 — Однажды ночью — Вяткин
- 1947 — Повесть о «Неистовом» — Катрич, механик
- 1949 — Сталинградская битва — боец (в титрах не указан)
- 1950 — Смелые люди — Шувалов, табунщик (в титрах не указан)
- 1951 — Сельский врач — Балашов
- 1953 — Случай в тайге — Долгушин
- 1954 — Золотые яблоки — лесничий
- 1954 — Повесть о лесном великане — Остап Андреевич
- 1954 — Тревожная молодость
- 1955 — Земля и люди — Катков
- 1955 — Максим Перепелица — председатель колхоза
- 1955 — Урок жизни — инженер (в титрах не указан)
- 1956 — Человек родился — Сорокин (в титрах не указан)
- 1957 — Семья Ульяновых — Егор
- 1957 — Екатерина Воронина — Максим Петрович, бригадир
- 1959 — Отчий дом — бригадир шабашников
- 1959 — Мечты сбываются — Аламбеков, старший механик
- 1959 — Сверстницы — Веткин
- 1960 — Время летних отпусков — Роман Григорьевич Антонюк, парторг
- 1960 — Северная повесть — матрос Пахомыч
- 1960 — Домой — эпизод
- 1963 — Королевство кривых зеркал — Бар
- 1963 — При исполнении служебных обязанностей — каюр Ефим
- 1964 — Армия «Трясогузки» — Кондрат
- 1964 — Валера — пожилой рыболов
- 1965 — На завтрашней улице — таксист
- 1966 — Мальчик и девочка — полковник
- 1966 — По тонкому льду — хозяин квартиры
- 1967 — Измена — Семёнов
- 1967 — Три дня Виктора Чернышёва — Семён Андреевич
- 1967 — Наши знакомые — татарин-старьёвщик
- 1969 — Адам и Хева — Кара-Хартум
- 1969 — Засада — эпизод (в титрах не указан)
- 1973 — Молчание доктора Ивенса — эпизод
- 1974 — Ливень — эпизод
- 1976 — Легенда о Тиле — эпизод
- 1976 — Небесные ласточки — эпизод

## Признание и награды
- Медаль «За трудовое отличие» (6 марта 1950) — за выдающиеся заслуги в развитии советской кинематографии, в связи с 30-летием[3]
- Заслуженный артист РСФСР (1965)